# Stierhübelteich
Der Stierhübelteich (auch Stierhüblteich oder Stiriglerteich) ist ein Badeteich in Karlstift in Niederösterreich.
Der etwas südlich von Karlstift mitten im Wald gelegene, ehemalige Schwemmteich wurde künstlich errichtet und aus dem nahen Moorgebiet Große Haide, einem Relikt aus der Eiszeit, gespeist, wodurch sein Wasser tiefschwarz erscheint. Der Teich wird heute zum Baden genutzt und verfügt über einen Sandstrand, Umkleidekabinen, sanitäre Anlagen, ein Teichbuffet, einen Grillplatz und einen Kinderspielplatz. Es können auch Boards zum Stand-Up-Paddling gemietet werden. Beim Buffet ist ein kleines Holzhackermuseum eingerichtet, das die Arbeit und das Leben der Holzknechte anhand von Fotos und alten Werkzeugen visualisiert und damit auf jene Zeit verweist, als von hier Brennholz bis nach Wien getriftet wurde. Ebenso wurde ein Teil eines alten Triftkanals im Rahmen des Museums rekonstruiert.
Erreichbar ist der Teich nach einem kurzen Fußmarsch durch den Wald.

## Geschichte
Im 19. und frühen 20. Jahrhundert bildete der Stierhübelteich zusammen mit dem westlich gelegenen Höllauteich und den östlichen Teichen Kolmteich (früher auch Kohlenteich) und Muchenteich den Beginn einer über die Waldaist führenden Triftanlage. Die Holzschwemme auf der Aist endete im Ort Au in der Gemeinde Naarn im Machlande, wo sich ein bedeutender Flößerhafen befand.